# Giuseppe Errante

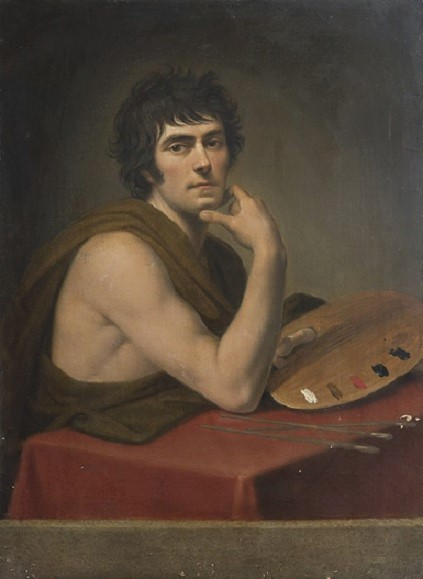
Giuseppe Errante, Selbstbildnis, ca. 1790

Giuseppe Errante (* 19. März 1760 in Trapani; † 16. Februar 1821 in Rom) war ein italienischer Maler des Klassizismus auf Sizilien und in Rom.

## Leben
Errante wurde als Sohn eines Lederhändlers geboren und ging in jungen Jahren in die Werkstatt des weniger bekannten Bildhauers Domenico Nolfo in Trapani. Später wechselte er nach Palermo zu den Malern Fedele Tirrito und Gioacchino Martorana. 1784 ging er nach Rom zum Architekten und Zeichner Giuseppe Barberi (1746–1809). Dort lernte er auch Antonio Canova kennen, der ihn in die römische Gesellschaft einführte. In dieser Zeit entstanden in Rom das Altarbild S. Vinzent und Anastasius für die Basilika gleichen Namens und das Deckenfresko Hochzeit Amors mit Psyche im Palazzo Altieri.
Zwischen 1787 und 88 war er in Neapel, wo er für sein Gemälde Leda und der Schwan und für die Ausschmückung des Schlosses Caserta von König Ferdinand IV. eine jährliche Pension und ein Haus in Rom erhielt. 1791 wurde er mit der Gründung einer Kunstschule in Trapani beauftragt. Gegen 1794 kam es gegen ihn zur Anklage wegen einer Verschwörung, konnte aber unter falschem Namen nach Mailand fliehen, wo er bis 1810 als Maler und Fechtmeister arbeitete.
Durch die Gunst des napoleonischen Generals André Masséna präsentierte er 1806 Napoleon während seines Besuchs der Mailänder Pinacoteca di Brera eine Reihe von Gemälden mit mythologischem und allegorischem Inhalt und erhielt daraufhin einige bedeutende Aufträge. 1810 wurde er vom Vizekönig aufgefordert, als Leiter der Kunstschule nach Neapel zu gehen. Wegen rheumatischer Beschwerden lehnte er ab und verdingte sich in Rom ging vorwiegend als Festmeister.  1815 und 1817 veröffentlichte er Abhandlungen über Farbe. Er starb in Rom 16. Februar 1821 und ist in der römischen Kirche San Salvatore in Onda begraben.
Während er sich anfänglich vom sizilianischen Spätbarock beeinflussen ließ, wandte er sich später über das Studium der Gemälde Correggios (die er häufig nachahmte) dem klassischen Eklektizismus des Anton Raphael Mengs zu. Viele seiner Werke befinden sich in französischem Privatbesitz. Als sein Hauptwerk gilt das Kuppelfresko Seelen im Fegefeuer in der Santa Maria della Morte in Civitavecchia.
Einer seiner Schüler in Rom war der Porträtmaler Giuseppe Gandolfo aus Catania.

## Werke (Auswahl)
- Santa Maria Dell'Orazione e Morte (Civitavecchia): Kuppelfresko Seelen im Fegefeuer (1788)
- Palazzo Altieri (Rom): Deckenfresko Hochzeit Amors mit Psyche (1793)
- Museo Regionale Agostino Pepoli (Trapani): Stillleben mit Gewehren und Pistolen